# 131 до н. е.

## Події
- Стародавній Рим:
  - починають публікувати офіційні повідомлення «Acta Diurna»;
  - народним трибуном обраний Гай Папірій Карбон;

## Померли
Помер правитель імперії Шунга Васуджиєштха.